# 蘭金縣 (密西西比州)
蘭金縣（英語：Rankin County）是美国密西西比州中南部的一個縣，面積2,088平方公里。根据2020年美國人口普查，共有人口15萬7,031人。縣治布蘭登（Brandon）。該縣成立於1828年2月4日，縣名紀念聯邦眾議員克里斯多福·蘭金（Christopher Rankin）。